# Еммануель Окодува
Еммануель Осей Окодува (англ. Emmanuel Osei Okoduwa, нар. 21 листопада 1983, Лагос, Нігерія) — колишній нігерійський футболіст, нападник, що відомий своїми виступами у київському «Арсеналі» та донецькому «Шахтарі». Перший легіонер, що мав контракт з обома грандами українського футболу. Кращий бомбардир чемпіонату України сезону 2005—2006.

## Біографія
Дебютний сезон провів за нігерійському команду «Ферст Банк» (2001). Став відомий після того, як допоміг юнацькій збірній Нігерії потрапити у фінал Кубка Африки-2001. Влітку того ж року разом із Патріком Ібандою перейшов до полтавської «Ворскли». Але футболістів не встигли дозаявити, тож дебютували вони тільки навесні 2002 року. Обидва за «Ворсклу» виступали лише півсезону. Влітку 2002 року їх обох було запрошено до оновленого київського «Арсенала».
У сезоні 2005/06 забив 15 голів і став (разом з Брандау) найкращим бомбардиром чемпіонату України. У 2006 і 2007 роках виступав за донецькі «Шахтар» і «Металург». Влітку 2007 року перейшов у краснодарську «Кубань». У російській Прем'єр-Лізі дебютував 2 вересня у матчі проти «Зеніта». Після вильоту «Кубані» з Прем'єр-Ліги перейшов у бельгійський «Жерміналь-Беєрсхот». Повернувся до «Кубані» на правах оренди з київського «Динамо» влітку 2009 року. У київському «Динамо» так і не зміг закріпитися, тому брав участь лише у матчах другої команди, а з 2011 по 2012 рік виступав у кіпріотських АЕКу та «Еносісу», після чого завершив професійну кар'єру.
З 2015 по 2021 роки виступав за аматорський «Сокіл» з села Михайлівка-Рубежівка Київської області.
У січні 2021 року став помічником Олега Самченка на тренерському містку.

## Родина
Син, Веслі Окодува, теж професійний футболіст. Наразі виступає за команду «Вулвергемптона» для гравців віком до 21 року.